# Pristimantis myops
Espèce
Synonymes
- Eleutherodactylus myops Lynch, 1998

Statut de conservation UICN

 EN  : En danger
Pristimantis myops est une espèce d'amphibiens de la famille des Craugastoridae.

## Distribution
Cette espèce est endémique du versant Ouest de la cordillère Occidentale en Colombie,. Elle se rencontre dans les départements de Chocó, d'Antioquia et de Valle del Cauca entre 2 100 et 2 250 m d'altitude.

## Description
Les mâles mesurent de 10,9 à 13,6 mm et les femelles de 14,6 à 17,2 mm.

## Publication originale
- Lynch, 1998 : New species of Eleutherodactylus from the Cordillera Occidental of western Colombia with a synopsis of the distributions of species in western Colombia. Revista de la Academia Colombiana de Ciencias Exactas Fisicas y Naturales, vol. 22, no 82, p. 117-148 (texte intégral).